# نعيم الربيعي
نعيم ثجيل يسر الربيعي (1970 -) سياسي عراقي يشغل منصب وزير الاتصالات في حكومة عادل عبد المهدي وحاليا مستشار في رئاسة الجمهورية العراقية.

## السيرة الذاتية
لدية شهادة دكتوراه في هندسة الحاسبات والاتصالات، من جامعة حجة تبة. وماجستير في علوم الحاسبات عام 2003، ودبلوم عالي معلوماتية المركز القومي للحاسبات عام 2000، وبكالوريوس علوم احصاء وحاسبات عام 1998، ودبلوم لغة تُركية.
وقد شغل منصب مدير مديرية تكنولوجيا المعلومات والاتصالات - جهاز المخابرات الوطني، وتدريسي في جامعة النهرين كلية هندسة المعلومات 2007، ومستشار رئيس الهيئة العراقية للحاسبات والمعلومات عام 2007، وممثل وزارة التعليم العالي والبحث العلمي في الحكومة الإلكترونية، ومدير الدائرة الإدارية والقانونية في الهيئة العراقية للحاسبات 2003.
صوت البرلمان عليه في 24 أكتوبر، 2018 ليكون وزيراً للاتصالات خلفا لحسن كاظم الراشد.